# Instytut Gruźlicy i Chorób Płuc
Instytut Gruźlicy i Chorób Płuc – placówka naukowo-badawcza Ministerstwa Zdrowia i Opieki Społecznej w dziedzinie chorób płuc w Polsce. 
Instytut jest jednostką kliniczną i badawczą wdrażającą nowoczesne metody i technologie medyczne oraz prowadząca programy badawcze własne, jak i w ramach współpracy. Zakresem działalności Instytutu Gruźlicy i Chorób Płuc są schorzenia narządów klatki piersiowej zwłaszcza w zakresie chorób płuc i oskrzeli, niewydolności oddychania, nowotworów, zakażeń, zaburzeń krążenia płucnego i patologii przełyku, opłucnej i osierdzia.
W budynku Instytutu znajduje się kaplica Matki Boskiej Częstochowskiej.

## Historia
Pod koniec XIX wieku, kiedy to ufundowany przez Stanisława Staszica obiekt przy ul. Okopowej 2/4 przekształcony został w Szpital Wolski. Pracowali w nim wówczas m.in. bakteriolog Odo Bujwid, który prowadził badania nad szczepionką przeciw wściekliznie oraz Edmund Biernacki, znany z odkrycia zróżnicowanej szybkości opadania krwinek, co pozwoliło na opracowanie testu diagnostycznego, znanego obecnie jako odczyn Biernackiego. W latach 20. i 30. nastąpił znaczący rozwój szpitala, a w efekcie objęcie w 1935 r. nowej siedziby przy ulicy Płockiej 26 (projekt Henryka Stifelmana i Maurycego Grodzieńskiego z lat 1927–1933; w budynku tym szpital mieści się również współcześnie). W tym czasie szpital wyspecjalizował się w leczeniu gruźlicy i chorób płuc.
Podczas II wojny światowej w szpitalu funkcjonował Wydział Medyczny podziemnego Uniwersytetu Warszawskiego i Uniwersytetu Ziem Zachodnich. Jego personel brał udział w działalności antyniemieckiej. W 1941 r. w trakcie pozorowanej operacji dokonano zamiany więzionego przez gestapo Stanisława Miedzy-Tomaszewskiego na zwłoki innego mężczyzny, co stanowiło finałowy etap akcji odbicia go z Pawiaka. 30 marca 1943 r. w wyniku obrażeń odniesionych w czasie przesłuchań prowadzonych przez Gestapo w szpitalu zmarł Jan Bytnar „Rudy”, natomiast 4 lutego 1944 r. – ciężko ranny dowódca akcji Kutschera Bronisław Pietraszewicz „Lot”.
Podczas rzezi Woli 5 sierpnia 1944 r. w szpitalu zastrzeleni zostali: dyrektor – doktor Józef Marian Piasecki, pediatra profesor Janusz Zeyland oraz ksiądz kapelan Kazimierz Ciecierski. Personel szpitala oraz chorzy zostali rozstrzelani przy ul. Górczewskiej. Już po kilku dniach Szpital Wolski wznowił jednak działalność pod kierownictwem dr. Zbigniewa Woźniewskiego. Personel szpitala aż do drugiej połowy października 1944 r. niósł pomoc polskiej ludności cywilnej wypędzanej przez Niemców z Warszawy. Dr Woźniewski i jego podwładni opuścili Warszawę dopiero 28 października 1944 r. Ponadto między sierpniem a październikiem 1944 r. ordynator oddziału wewnętrznego, dr Janina Misiewicz, zorganizowała przy pomocy ocalałych z rzezi pracowników trzy pozawarszawskie filie Szpitala Wolskiego (w Podkowie Leśnej, w Olszance w Puszczy Mariańskiej oraz w Pszczelinie pod Brwinowem).
Po II wojnie światowej, w marcu 1948 r. Szpital Wolski przekształcony został w Polski Instytut Przeciwgruźliczy. Od 1951 r. funkcjonował jako nowa instytucja naukowo-badawcza – Instytut Gruźlicy, kierowana przez dyrektora i radę naukową. W związku z postępem w leczeniu gruźlicy, działalność instytutu skupiła się na innych chorobach układu oddechowego. W 1986 r. nastąpiła zmiana nazwy placówki na Instytut Gruźlicy i Chorób Płuc. Od 1993 r. Instytut jest ośrodkiem referencyjnym Światowej Organizacji Zdrowia w dziedzinie gruźlicy.